# IC 3823
IC 3823 је појединачна звијезда у сазвјежђу Ловачки пси која се налази на листи објеката дубоког неба у Индекс каталогу.
Деклинација објекта је + 40° 53' 5" а ректасцензија 12h 49m 44,3s.